# Bistum Jinja
Das Bistum Jinja (lat.: Dioecesis Gingianus) ist eine in Uganda gelegene römisch-katholische Diözese mit Sitz in Jinja.

## Geschichte
Papst Pius XII. gründete das Apostolische Vikariat Kampala mit der Apostolischen Konstitution Curas Nostras am 10. Juni 1948 aus Gebietsabtretungen des Apostolischen Vikariats Obernil.
Am 25. März 1953 wurde es zum Bistum erhoben. Den aktuellen Namen nahm es am 5. August 1966 an.

## Ordinarien

### Apostolischer Vikar von Kampala
- Vincent Billington MHM (13. Mai 1948–1953)

### Bischof von Kampala
- Vincent Billington MHM (1953 – 3. Mai 1965 zurückgetreten)

### Bischöfe von Jinja
- Joseph B. Willigers MHM (13. Juli 1967 – 2. März 2010, emeritiert)
- Charles Martin Wamika, seit dem 2. März 2010